# Boubacar Koné
Boubacar Sidiki Koné (21 de agosto de 1984) é um futebolista profissional malinês que atua como defensor.

## Carreira
Boubacar Koné representou a Seleção Malinesa de Futebol nas Olimpíadas de 2004.